# Cunaxa

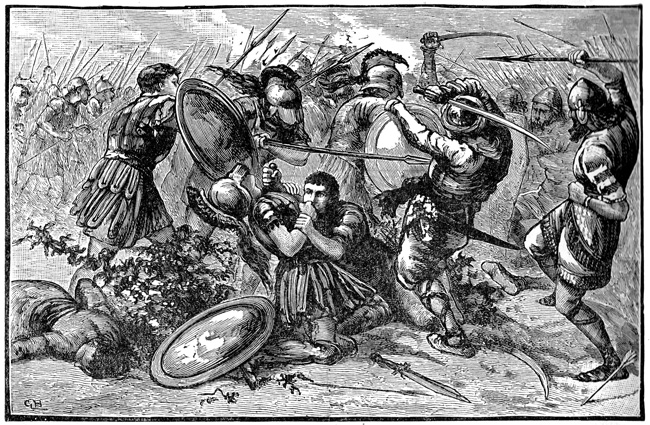
Los Diez Mil en la Batalla de Cunaxa

Cunaxa era una antigua aldea situada junto al río Éufrates, a unos 60 km al norte de la ciudad de Babilonia (según el escritor griego Jenofonte) o a 85 km (según Plutarco), al noreste de Ctesiphon.
El 3 de septiembre del 401 a. C. se produjo el enfrentamiento armado conocido por la batalla de Cunaxa, entre el ejército del rey persa Artajerjes II y el ejército del hermano menor del rey, el príncipe Ciro el Joven.
El sitio se identifica con la actual Tell Kuneise, al oeste de Bagdad.